# Forcipomyia fehrerorum
Forcipomyia fehrerorum är en tvåvingeart som beskrevs av Eileen D. Grogan och Sigrist 2007. Forcipomyia fehrerorum ingår i släktet Forcipomyia och familjen svidknott. Inga underarter finns listade i Catalogue of Life.